# Дубовий Володимир Миколайович
Дубовий Володимир Миколайович (нар. 19 жовтня 1968, с. Парна, Красноярський край, РРФСР) — художник, народний майстер Луганщини.

## Біографія
Народився у 1968 році у селі Парна Красноярського краю. У 1985 році закінчив Нещеретівську середню школу. У 1996 році закінчив Луганський педуніверситет.

## Творчість
Володимир Дубовий працює в жанрі пейзажу, стилі класичного реалізму, крім того захоплюється декоративним мистецтвом. Його пензлю належить понад 220 картин. Картини художника були презентовані на виставках-конкурсах «Слобожанський Спас», Всеукраїнському фестивалі народної творчості.
Картини «Пору року», «Осінь», «Річка Біла» стали лауреатами.
1993 року Володимир Дубовий був удостоєний звання «Народний художник Луганщини».